# Hamburg Altona (1989.)
Hamburg Altona, hrvatski dugometražni film iz 1989. godine, omnibus od tri priče. Dva švercera i džeparoš bježe iz zatvora, plan im je nakon što srede "svoje poslove" krenuti zajedno s željezničkog kolodvora u Zagrebu za Hamburg, no jedan se pojavljuje u dogovoreno vrijeme na Glavnom kolodvoru, a druga dvojica...

## Glavne uloge
- Željko Vukmirica - Čombe
- Mirsad Zulić - Menso
- Filip Šovagović - Bogart